# 荒谷真平
荒谷 真平（あらや しんぺい、1914年6月8日 - 1999年1月5日）は日本の医師、生化学者、歯学者。元東北大学歯学部長、歯学部教授、東京医科歯科大学歯学部生化学講座初代主任教授、国立予防衛生研究所歯科衛生部部長。

## 経歴
1938年、日本大学医学部卒業。卒業後、同大学生化学教授の志賀直の元で研究に従事、志賀の台北帝国大学赴任に同行。
戦後、東京医学歯学専門学校（東京医科歯科大学）にて研究、1952年東京医科歯科大学歯学部生化学講座開設に伴い教授に就任。山本肇、佐伯政友らと東北大学歯学部創設のため1966年に東北大学へ赴任、1967年同歯学部長。
1971年兼任で国立予防衛生研究所歯科衛生部部長、1977年に専従、1980年退任。

## 著書
- 荒谷真平 編『8 蛋白質とその變性』日本医学雑誌〈綜合醫學新書〉、1950年3月。 NCID BN15451701。
- 荒谷真平 編『8 蛋白質とその變性』医学書院〈綜合医学新書〉、1951年3月。 NCID BA52452927。
- 荒谷眞平『第16巻 口腔生化學』永末書店〈最新歯科学全書〉、1954年12月。 NCID BN12448085。
- 荒谷真平、阿南功一、小林茂三郎『醫化學實驗入門』南山堂、1957年。 NCID BN0422286X。
- 荒谷真平 他『醫化學入門』南山堂、1958年10月。 NCID BN06723403。
- 荒谷真平 他 著、桧垣麟三 他 編『歯学事典』永末書店、1958年4月。 NCID BN06724632。
- 荒谷真平 他『醫化學入門』（訂正第2版）南山堂、1960年1月。 NCID BN0799002X。
- W.F.Neuman,M.W.Neuman『骨の生化学』訳監修 荒谷真平、医歯薬出版、1960年11月。 NCID BN12048382。
- 荒谷真平、阿南功一、小林茂三郎『醫化學實驗入門』（訂正第3版）南山堂、1961年5月。 NCID BN10600870。
- 荒谷真平 他『医化学入門』（改訂第5版）南山堂、1962年12月。 NCID BN10595307。
- 荒谷真平『歯科医学の生化学』東京医科歯科大学歯学部生化学教室、1965年11月。 NCID BA80121881。
- 荒谷真平 他 著、桧垣麟三 他 編『歯学事典』監修 長尾優、永末書店、1965年。 NCID BN14968326。
- 荒谷真平 他『医化学入門』（増訂第7版）南山堂、1966年1月。 NCID BN13864675。
- 荒谷真平、小林茂夫、上原陽子『人間の生物学 : 人体の構造と機能』永末書店、1966年3月。 NCID BN04379056。
- 荒谷真平、阿南功一、小林茂三郎『醫化學實驗入門』（増訂第6版）南山堂、1966年4月。 NCID BN12414378。
- 荒谷真平 他 編『歯学生化学』監修 押鐘篤、医歯薬出版、1966年6月。 NCID BN12455331。
- 荒谷真平 他『医化学入門』（第8版）南山堂、1967年4月。 NCID BN10587047。
- 荒谷真平 他 編『歯学生化学』監修 押鐘篤（第2版）、医歯薬出版、1967年。 NCID BN12961778。
- 荒谷真平 他 編『歯学生化学』監修 押鐘篤（第3版）、医歯薬出版、1968年7月。 NCID BN12455546。
- 荒谷真平、阿南功一、小林茂三郎『醫化學實驗入門』（第8版）南山堂、1969年4月。 NCID BA56187613。
- 荒谷真平 他 編『硬組織研究 : 歯の形成を中心として』医歯薬出版、1969年。 NCID BN01320556。
- 荒谷真平、菊地吾郎、立木蔚共『一般医化学』南山堂、1970年。 NCID BN01328332。
- 荒谷真平 他 編『歯学生化学』監修 押鐘篤（第4版）、医歯薬出版、1971年3月。 NCID BN13969684。
- 荒谷真平、阿南功一、小林茂三郎『医化学実験入門』（第10版）南山堂、1972年4月。 NCID BN07693272。
- 荒谷真平『虫歯のシンポジウム : 病因論』口腔保健協会、1973年。 NCID BN01340917。
- WHO『1 WHOによる手引きと基準』監修 荒谷真平 訳 国立予防衛生研究所歯科衛生部、口腔保健協会〈WHOシリーズ 口腔診査法〉、1973年。 NCID BN01343176。
- 荒谷真平、菊地吾郎、立木蔚共『一般医化学』（第2版）南山堂、1972年5月。 NCID BN10756530。
- 荒谷真平 他『一般医化学』（改訂第3版）南山堂、1975年10月。 NCID BN02800692。
- 荒谷真平、須賀昭一 編『虫歯のシンポジウム : 歯苔とエナメル質のかかわり合い』口腔保健協会、1978年5月。 NCID BN01346006。
- 荒谷真平『口腔生物学序説 : 遍歴と思索から』医歯薬出版、1980年3月。 NCID BN01520952。
- 荒谷真平 他『一般医化学』（第4版）南山堂、1980年4月。ISBN 4525130245。 NCID BN03888462。
- 荒谷真平、竹内光春 編『カップリングシュガーと虫歯』光琳、1981年12月。ISBN 4771281068。 NCID BN04395289。
- 荒谷真平 他『一般医化学』（第5版）南山堂、1985年3月。ISBN 4525130253。 NCID BN00630015。
- 荒谷真平 他『一般医化学』（第6版）南山堂、1993年4月。ISBN 4525130261。 NCID BN09190964。

## 所属団体
- 日本生化学会 元東北支部長
- 日本電気泳動学会第7回春季大会会長
- 国際歯科研究学会
  - 国際歯科研究学会日本部会終身会員[7]